# Fotbalová reprezentace Curaçaa
Fotbalová reprezentace Curaçaa je nejmladším členem FIFA.[zdroj?]
Fotbalový svaz byl na Curaçau založen roku 1921 a 6. dubna 1924 sehrála reprezentace tohoto ostrova první oficiální utkání, v němž porazila Arubu 3:0. Do kvalifikace na mistrovství světa se poprvé přihlásila v roce 1958. Protože za tým začali nastupovat i hráči okolních ostrovů tvořících nizozemské zámořské území Nizozemské Antily, byl v roce 1958 přejmenován na fotbalovou reprezentaci Nizozemských Antil. Největšími úspěchy byly bronzové medaile na mistrovství CONCACAF v letech 1963 a 1969. V říjnu 2010 se na základě referenda Nizozemské Antily rozpadly. Curaçao vytvořilo vlastní reprezentaci, která byla v březnu 2011 přijata do FIFA jako přímý nástupce Nizozemských Antil. První mezistátní zápas pod názvem Curaçao hrála 20. srpna 2011, kdy podlehla Dominikánské republice 0:1. Tým hraje v modrožlutých dresech, v červenci 2016 byl na 134. místě žebříčku FIFA.
V minulosti reprezentaci trénoval bývalý nizozemský útočník Patrick Kluivert.

## Mistrovství světa
| Rok    | Účast                                           | Soupisky |
| ------ | ----------------------------------------------- | -------- |
| 1930   | Bez účasti                                      |          |
| 1934   | Bez účasti                                      |          |
| 1938   | Bez účasti                                      |          |
| 1950   | Bez účasti                                      |          |
| 1954   | Bez účasti                                      |          |
| 1958   | Nepostoupili z kvalifikace                      |          |
| 1962   | Nepostoupili z kvalifikace                      |          |
| 1966   | Nepostoupili z kvalifikace                      |          |
| 1970   | Nepostoupili z kvalifikace                      |          |
| 1974   | Nepostoupili z kvalifikace                      |          |
| 1978   | Nepostoupili z kvalifikace                      |          |
| 1982   | Nepostoupili z kvalifikace                      |          |
| 1986   | Nepostoupili z kvalifikace                      |          |
| 1990   | Nepostoupili z kvalifikace                      |          |
| 1994   | Nepostoupili z kvalifikace                      |          |
| 1998   | Nepostoupili z kvalifikace                      |          |
| 2002   | Nepostoupili z kvalifikace                      |          |
| 2006   | Nepostoupili z kvalifikace                      |          |
| 2010   | Nepostoupili z kvalifikace                      |          |
| 2014   | Nepostoupili z kvalifikace                      |          |
| 2018   | Nepostoupili z kvalifikace                      |          |
| 2022   | Nepostoupili z kvalifikace                      |          |
| Celkem | účast – 0× zlato – 0×, stříbro – 0×, bronz – 0× |          |

Pozn. V letech 1958 až 2010 jako Nizozemské Antily.